# جيل بالا
جيل بالا (بالبرتغالية: Josemar dos Santos Silva‏) (18 أكتوبر 1980 بجواو بيسوا في البرازيل - ) هو لاعب كرة قدم برازيلي في مركز الهجوم. لعب مع أرسنال كييف وبيرسخوت إيه سي ونادي دبي ونادي فلومينينسي ونادي موجي ميريم ونادي بوتافغو لكرة القدم وسوسيداد إسبورتيفا ماتسوبارا ‏ ويافردون سبور ‏.

## وصلات خارجية
- جيل بالا على موقع قاعدة بيانات كرة القدم.إي يو (الإنجليزية)
- جيل بالا على موقع Soccerway.com (الإنجليزية)
- جيل بالا على موقع عالم كرة القدم.نت (الإنجليزية)